# Hydrochara occulta
Hydrochara occulta är en skalbaggsart som först beskrevs av Armand D'Orchymont 1933.  Hydrochara occulta ingår i släktet Hydrochara och familjen palpbaggar. Inga underarter finns listade i Catalogue of Life.